# Ryan Cavanagh
Ryan Cavanagh (22 de noviembre de 1995) es un ciclista profesional australiano.

## Palmarés
2013
- Campeón de Oceanía en Ruta Junior

2014
- Tour del Lago Poyang

2016
- Battle on the Border

2017
- Amy's Otway Tour, más 1 etapa
- 1 etapa del Tour de Tasmania
- Launceston International Classic

2018
- 1 etapa de la Battle Recharge
- Charles Coin Memorial[1]
- 1 etapa del Tour de Singkarak

2019
- Tour de Tailandia, más 1 etapa
- Tour de Quanzhou Bay

2020
- 1 etapa del Tour de Taiwán

2022
- 1 etapa del Tour de Kumano

2023
- Clásica Oita

2024
- Campeonato Oceánico en Ruta
- 1 etapa del Tour de Ijen

## Equipos
- State of Matter MAAP Racing (2016)
- NSW Institute of Sport (2017)
- St George Continental[2] (2018-2021)
- Victoire Hiroshima (2022)
- Kinan Cycling Team (2023-2024)
  - Kinan Cycling Team (2023)
  - Kinan Racing Team (2024)